# ラ・ロマーナ (ドミニカ共和国)
ラ・ロマーナ（La Romana）は、ドミニカ共和国で3番目に大きい都市。人口は約240,000人（2005年）、カリブ海沿岸の都市の中でも最も大きい都市のうちの1つである。

## 概要
ラ・ロマーナはプンタ・カナ、カサ・デ・カンポ、バヤイーベといった近くのリゾート地のハブ都市であり観光都市として急成長中である。

## 歴史
- 1897年 ラ・ロマーナの起源は、石油の町として設立された。
- 1917年以降、ラツィオやローマ地域のイタリア人移民による大規模な製糖工場が建設された。そのため、急速に砂糖生産に移行し、世界的な製糖価格の上昇もあり、比較的財政が豊かな街となった。

## 経済
ラ・ロマーナの製糖業界は国内の他地域からの労働者を歓迎するよう促し、より良い生活を求める多くの貧しい家庭が移り住んでいた。

## 交通

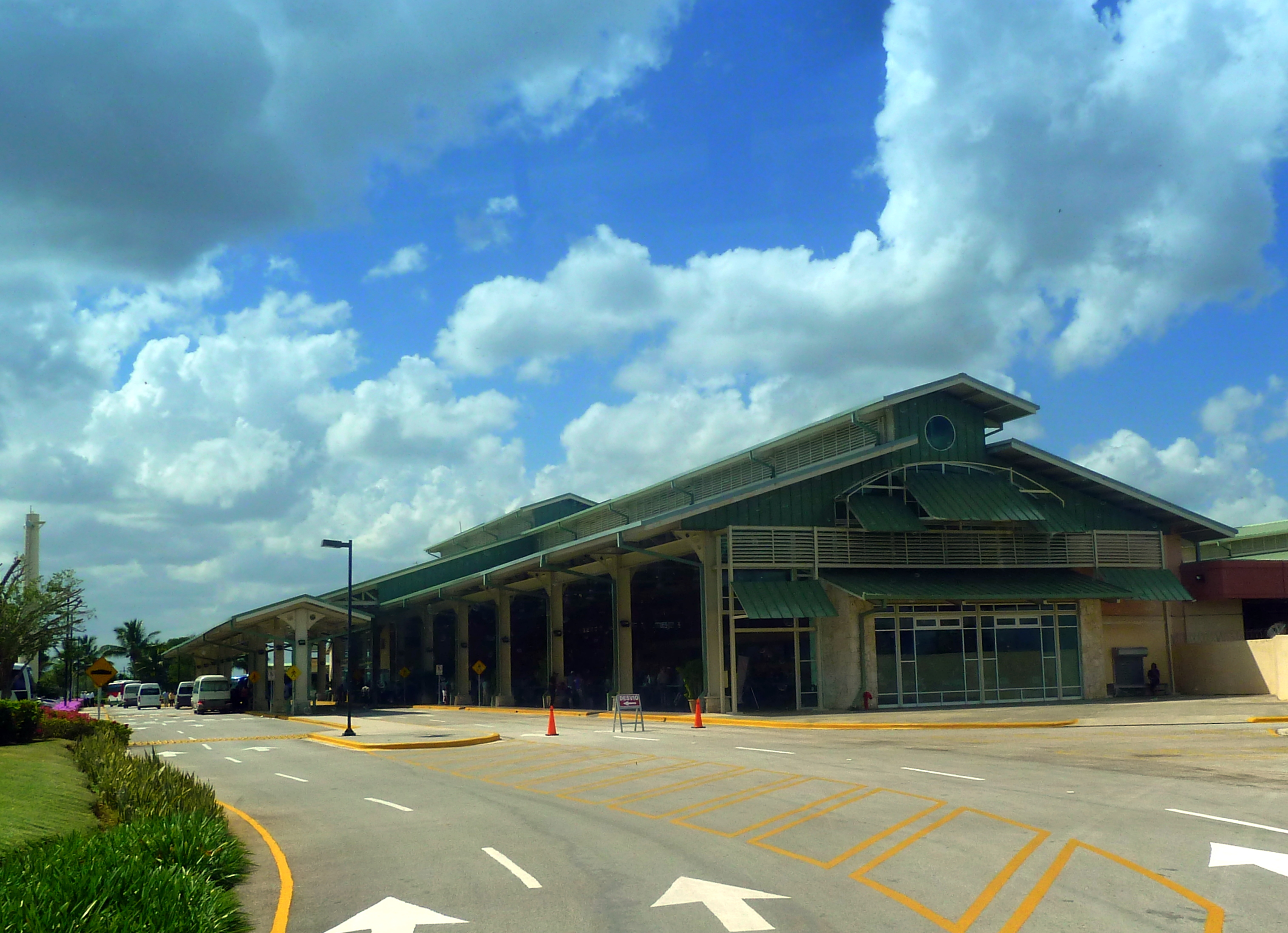
ラ・ロマーナ空港

### 空路

#### 空港
- ラ・ロマーナ国際空港（英語版）

## 観光

### 観光スポット
リゾート
- カサ・デ・カンポ - ドミニカを代表するポンデローサ-スタイルの熱帯海岸リゾート地である。

## 文化・名物

### スポーツ

#### 野球
- トロス・デル・エステ（LIDOM）- 本拠地：エスタディオ・フランシスコ・ミチェリ

## 出身著名人

### スポーツ選手
野球選手
- フェルナンド・エイバッド（オークランド・アスレチックス）
- アントニオ・アルフォンセカ（元フロリダ・マーリンズ他）
- サミュエル・デドゥーノ（ヒューストン・アストロズ）
- ジャンボ・ディアス（シンシナティ・レッズ）
- エドウィン・エンカーナシオン（トロント・ブルージェイズ）
- ペドロ・フロリモン（ミネソタ・ツインズ）
- フレッディ・ガルシア（元ピッツバーグ・パイレーツ、大阪近鉄バファローズ他）
- フェリックス・ピーエイ（ハンファ・イーグルス）
- ラファエル・サンタナ（元ニューヨーク・メッツ他）
- ヤーミン・メルセデス (シカゴ・ホワイトソックス)
- クリストファー・クリソストモ・メルセデス（読売ジャイアンツ ）
- ジェフリー・マルテ（元阪神タイガース）
- アレン・ハンソン(元北海道日本ハムファイターズ他)

プロボクサー
- ハビエル・フォルトゥナ（元WBA世界スーパーフェザー級王者）